# Palazzo Nazionale delle Arti
Il Palazzo Nazionale delle Arti, chiamato anche Palazzo Ucraina, è un edificio utilizzato principalmente come teatro o sala concerti, situato a Kiev.

## Storia
Inaugurato nell'aprile del 1970, in origine l'edificio doveva essere adibito principalmente per ospitare congressi ed altri eventi del Partito Comunista d'Ucraina e, secondariamente, anche come sala da concerto. L'edificio venne progettato da un gruppo di architetti composto da P. Zhylytskyi e I. Vayner, sotto la direzione di Yevhenia Marychenko.
Nel 1996 l'esterno dell'edificio venne pesantemente ristrutturato. Il 6 settembre 1997 il palazzo ha ospitato il 42º concorso di Miss Europa 1997. Nel 2013 nell'arena interna si è svolta l'undicesima edizione del Junior Eurovision Song Contest.